# Sciapus piger
Sciapus piger är en tvåvingeart som beskrevs av Becker 1922. Sciapus piger ingår i släktet Sciapus och familjen styltflugor.
Artens utbredningsområde är Taiwan. Inga underarter finns listade i Catalogue of Life.